# ケビン・マイタン
ケビン・フランシスコ・マイタン・エルナンデス（Kevin Francisco Maitán Hernández, 2000年1月12日 - ）は、ベネズエラ・カラボボ州プエルト・カベージョ出身のプロ野球選手（遊撃手）。右投両打。MLBのミネソタ・ツインズ傘下所属。

## 経歴

### プロ入りとブレーブス傘下時代
2016年7月2日にアトランタ・ブレーブスと契約してプロ入り。
2017年に傘下のルーキー級ガルフ・コーストリーグ・ブレーブスでプロデビュー。アパラチアンリーグのルーキー級ダンビル・ブレーブスでもプレーし、2球団合計で42試合に出場して打率.241・2本塁打・18打点・2盗塁の成績を残した。10月2日に発覚したブレーブスの不正契約問題のため、オフの11月21日にMLBの指示により他の12選手とともにFAとなった。

### エンゼルス傘下時代
2017年12月16日にロサンゼルス・エンゼルスと220万ドルの契約金を伴うマイナー契約を結んだ。
2018年にMLB.comが発表したプロスペクトランキングでは、エンゼルスの組織内で2位にランクインし、この年はルーキー+級のオレム・オウルズでプレーした。
2019年はA級のバーリントン・ビーズでプレーし、123試合に出場して打率.214、12本塁打、46打点を記録した。
2020年は新型コロナウイルスの感染拡大の影響でマイナーリーグが開催されなかったため、公式戦の出場はなかった。
2021年はルーキー級ACLエンゼルスで5試合、A+級トリシティ・ダストデビルズの2球団で合計37試合に出場したが、打率.212、1本塁打、13打点という成績にとどまった。
2022年はAA級ロケットシティ・トラッシュパンダズで114試合に出場し、打率.261、11本塁打、45打点を記録した。
2023年はAA級ロケットシティで53試合に出場したが、打率.192、1本塁打、15打点と苦戦し、6月19日に自由契約となった。

### 独立リーグ時代
2023年7月21日に北米独立リーグであるアメリカン・アソシエーションのレイクカントリー・ドッグハウンズと契約した。9試合に出場したが、打率.121、3打点という成績に終わり、8月2日に自由契約となった。
2024年4月24日にアトランティックリーグのチャールストン・ダーティーバーズと契約した。ここでは14試合に出場して、打率.333、3本塁打、14打点と結果を残した。

### ツインズ傘下時代
2024年5月13日にミネソタ・ツインズとマイナー契約を結んだ。

## プレースタイル
ダイヤの原石と評され、打撃センスはミゲル・カブレラと比較する声もある。